# Tomijaszu Takehiro
Tomijaszu Takehiro (冨安 健洋; Hepburn: Tomiyasu Takehiro) (Fukuoka prefektúra, 1998. november 5. –) japán válogatott labdarúgó, legutóbb az Arsenal csapatában játszott.

## Klub
A labdarúgást az Avispa Fukuoka csapatában kezdte, ahol 47 bajnoki mérkőzésen lépett pályára, és egy gólt szerzett. 2018-ban a K Sint-Truidense VV csapatához szerződött.

## Nemzeti válogatott
A japán U20-as válogatott tagjaként részt vett a 2017-es U20-as labdarúgó-világbajnokságon. 2018-ban debütált a japán válogatottban, melynek tagjaként részt vett a 2019-es Ázsia-kupán. A japán válogatottban eddig 12 mérkőzést játszott.

## Statisztika
| Japán válogatott | Japán válogatott | Japán válogatott |
| Időszak          | Mérk.            | gól              |
| ---------------- | ---------------- | ---------------- |
| 2018             | 2                | 0                |
| 2019             | 10               | 1                |
| Összesen         | 12               | 1                |